# Kamienica przy ulicy Urzędniczej 57 w Krakowie
Kamienica przy ulicy Urzędniczej 57 – zabytkowa kamienica znajdująca się w Krakowie, w dzielnicy V przy ulicy Urzędniczej, na Krowodrzy.
Kamienica została wzniesiony w 1937 roku według projektu architekta Henryka Jakubowicza.
Budynek znajduje się w gminnej ewidencji zabytków.